# 弗朗西斯科·莱昂·德拉巴拉

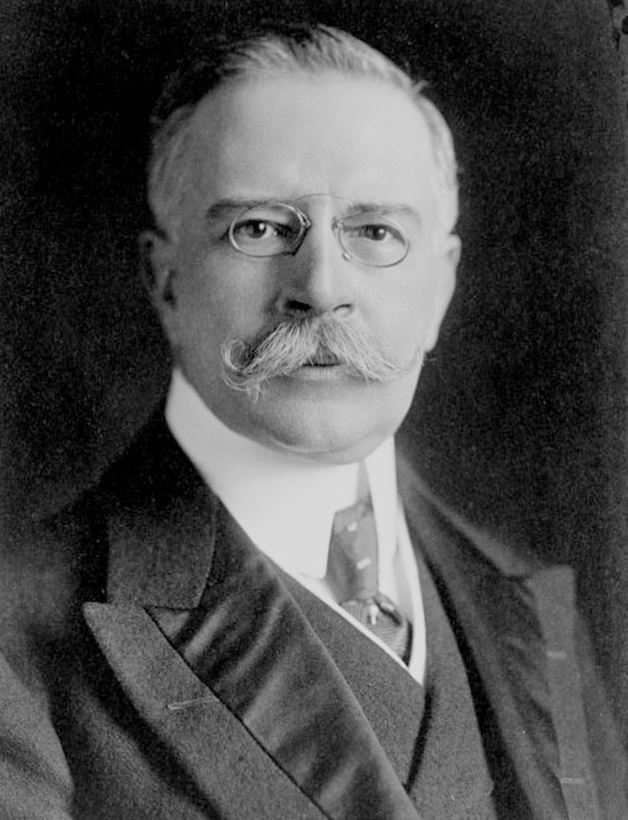
法蘭西斯科·萊昂·德拉瓦拉

弗朗西斯科·莱昂·德拉巴拉-基哈诺（西班牙語：Francisco León de la Barra y Quijano；1863年6月16日—1939年9月23日），旧译拉瓦臘，是一位墨西哥政治人物、外交官，出生於克雷塔羅。波菲里奧·迪亞斯於1911年5月被推翻下台後，由萊昂·德拉瓦拉擔任臨時總統至同年11月弗朗西斯科·馬德羅上台。